# Bistum Guadix
Das Bistum Guadix (lateinisch Dioecesis Guadicensis) ist eine in Spanien gelegene römisch-katholische Diözese mit Sitz in Guadix.

## Geschichte

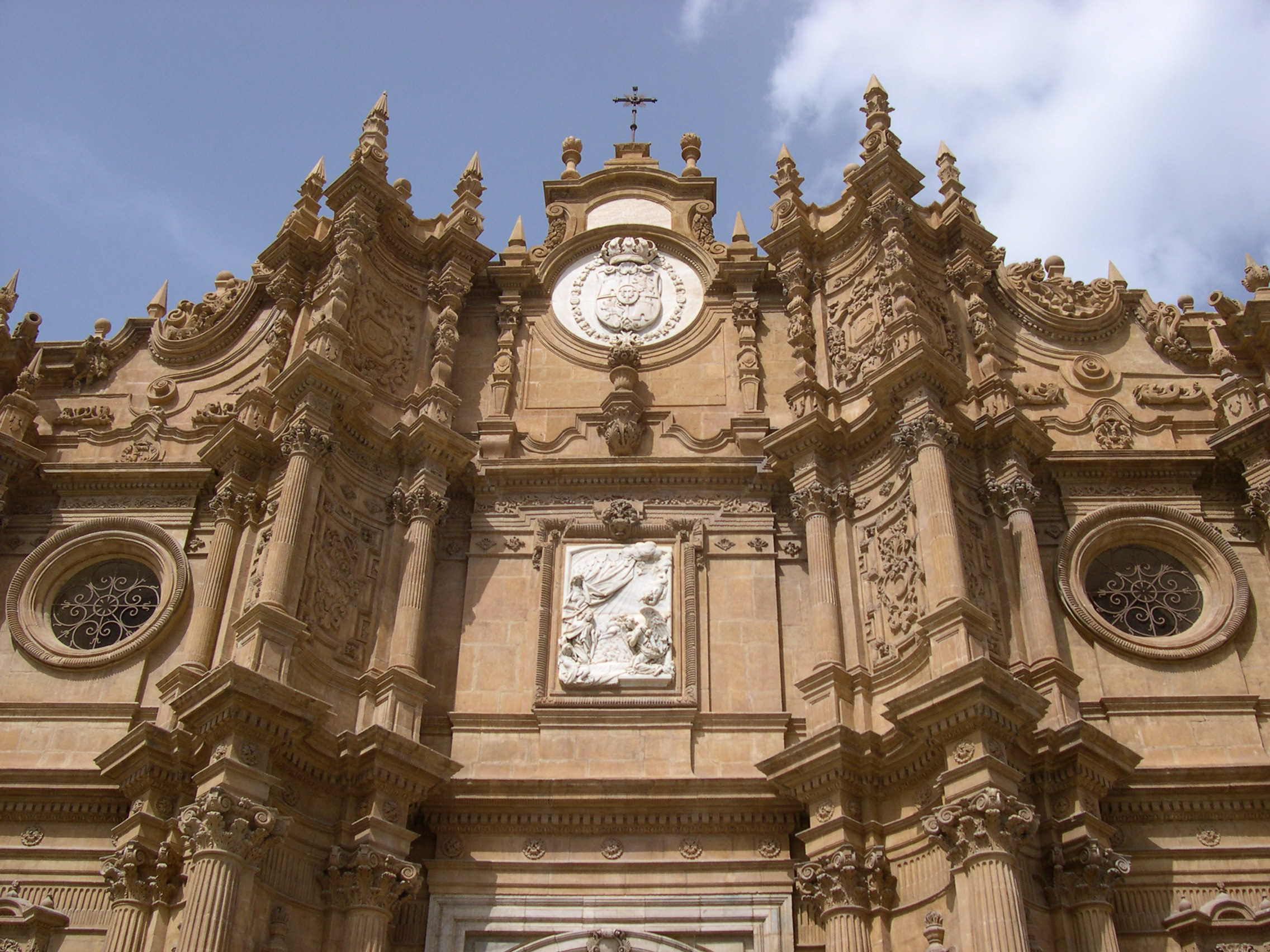
Kathedrale Nuestra Señora de la Anunciación in Guadix

Das Bistum Guadix wurde im 1. Jahrhundert errichtet. Einer Legende nach, die in dem Martyrologium von Lyon aus dem Jahr 806 bezeugt ist, wurde es vom Heiligen Torquatus von Acci begründet, einem der „Sieben Apostel Spaniens“. Zusammen mit Torquatus als Bischof von Acci (heute: Guadix) waren dies: Caecilius von Illiberis (heute: Granada), Ctesiphon von Vergium (heute: Berja), Secundus von Abula (heute: Abla), Indaletius von Urci (heute: Almería), Hesychius von Carteia (heute: Cazorla) und Euphrasius von Illiturgum (heute: Andújar). Die Grenzen des frühen Bistums Guadix wurden von älteren Historikern wie García de Loaysa und Ambrosio de Morales beschrieben, welche Quellen aus der Zeit des westgotischen Königs Wamba (7. Jahrhundert) anführen, und die mit den in der Allgemeinen Geschichte Spaniens von Alfons X. umschriebenen Grenzen ungefähr übereinstimmen.
Zur Zeit der muslimischen Eroberung war Frodoario (711–714) Bischof von Guadix. Für die Zeit der arabischen Herrschaft von 741 bis 1400 ist mangels Daten nicht bekannt, ob die Diözese existierte und ob es dort Bischöfe gab. Die Basilika aus westgotischer Zeit wurde von den Muslimen in eine Moschee umgewandelt. Unter der Herrschaft der Umayyaden entwickelte sich eine große mozarabische Gemeinschaft, wobei mit der Stärkung der muslimischen Position Schwierigkeiten auftraten. Nach Eulogius von Córdoba fällt in diese Zeit das Blutzeugnis der Märtyrer von Córdoba. Ab dem zehnten Jahrhundert besiedelten Mozárabes allmählich die Randgebiete von Guadix.
Am 4. Dezember 1492 wurde das Bistum Guadix mit dem schon im 9. Jahrhundert vakanten Bistum Baza vereinigt und dem Erzbistum Granada als Suffraganbistum unterstellt. Einen Eindruck der Stadt und ihrer religiösen Gebäude zu jener Zeit bietet die Beschreibung durch Hieronymus Münzer, der auf seiner Reise durch Spanien und Portugal zwischen 1494 und 1495 auch Guadix besuchte.